# GLORY DAYS (大江千里の曲)
「GLORY DAYS」（グローリー デイズ）は、大江千里の楽曲である。1988年6月22日に14枚目のシングルとして発売された。

## 概要
7thアルバム『1234』からの先行シングル。
カップリング曲に初めてライヴバージョンの曲が選出された。

## 収録楽曲
全曲 作詞・作曲：大江千里
1. GLORY DAYS
  - 編曲：大村雅朗

サビの部分は当初「きみと出逢うレボリューション」だったが、「きみと出逢えてよかった」に変更された[1]。
ベストアルバム収録分は、いずれもリミックスリマスタリングが施されシングル音源そのものとは異なる。特に『2000  JOE』収録分はボーカル・コーラスはオリジナル版から流用したがアレンジを最初からやり直した[2]。
2. ROMANCE (From the Olympic Torch Tour)
  - 編曲：大江千里＆The Hips

5thシングルのライブ音源。

## 収録アルバム
GLORY DAYS
- 1234
- Sloppy Joe（リミックスバージョン）
- 2000 JOE（再録）
- THE LEGEND
- GOLDEN☆BEST 大江千里
- Good Melody, Good Life![3]

## カバー
- SUEMITSU & THE SUEMITH - 2016年に発売されたアルバム『Bagatelle』にBonus Cover Tracksとして収録[4]